# Emil Glad
Emil Glad (Nova Kapela, 25. lipnja  1929. – Zagreb, 28. kolovoza 2009.) bio je hrvatski glumac.

## Životopis
Emil Glad je bio član Gradskog dramskog kazališta Gavella u kojem je glumio od 1954. do 1994. godine, kada je otišao u mirovinu. Za tumačenje Biskupa u Marinkovićevoj Gloriji, dobio je 1996. godine Vjesnikovu nagradu Dubravko Dujšin. Surađivao je s Glumačkom družinom Histrioni u predstavama "Kći Lotrščaka", "Diogeneš", "Grička vještica", "Vitez slavonske ravni" i dr. Glumio je i u radio-dramama, filmovima i TV-serijama. Hrvatska će ga publika pamtiti po ulozi ujaka Fleka u seriji za djecu Smogovci kao i po jednoj od posljednjih uloga Franje u humorističnoj seriji Naši i vaši, a sjećat će ga se i po sinkronizacijama crtanih filmova.

## Filmografija

### Televizijske uloge
- "Naše malo misto" kao Kolumbo (1970.)
- "Kuda idu divlje svinje" (1971.)
- "Vrijeme ratno i poratno" (1975.)
- "Nikola Tesla" (1977.)
- "Anno domini 1573" (1979.)
- "Punom parom" kao prevoditelj (1980.)
- "Nepokoreni grad" (1982.)
- "Rade Končar" (1983.)
- "Kiklop" (1983.)
- "Smogovci" kao Flek Kontrec (1983. – 1997.)
- "Putovanje u Vučjak" kao Slavek (1986.)
- "Ptice nebeske" (1989.)
- "Naši i vaši" kao Franjo "Franc" Smolek (2000. – 2002.)

### Filmske uloge
- "Oko božje" (1960.)
- "Ženidba" (1960.)
- "Carevo novo ruho" kao komornik (1961.)
- "Arina" (1963.)
- "Srećan slučaj" (1965.)
- "Četvrti suputnik" (1967.)
- "Breza" kao svećenik (1967.)
- "Overnjonski senatori" (1970.)
- "Nož" (1974.)
- "Seljačka buna 1573" (1975.)
- "Karmine" (1978.)
- "Tomo Bakran" (1978.)
- "Novinar" (1979.)
- "Čovjek koga treba ubiti" (1979.)
- "Puška u cik zore" (1981.)
- "Kraljevo" (1981.)
- "Tamburaši" (1982.) kao Mata
- "Isprani" (1983.)
- "Evo ti ga, mister Flips!" (1984.)
- "Horvatov izbor" (1985.)
- "Čudesna šuma" kao Mate (1986.)
- "Krizantema" (1987.)
- "Kad ftičeki popevleju" (1988.)
- "Glembajevi" (1988.)
- "Čovjek koji je volio sprovode" (1989.)
- "Doktorova noć" kao velečasni (1990.)
- "Čarobnjakov šešir" kao Mate (1990.)
- "Papa Siksto V." (1992.)
- "Zlatne godine" (1993.)
- "Narodni mučenik" (1993.)
- "Isprani" (1995.)
- "Posebna vožnja" (1995.)
- "Prepoznavanje" kao penzioner (1996.)
- "Rusko meso" (1997.)
- "Treća žena" (1997.)
- "The Makers" (1997.)
- "Kvartet" (1997.)
- "Čudnovate zgode šegrta Hlapića" kao Medo (glas) (1997.)
- "Oprosti za kung fu" kao bolesnik (2004.)

### Kazališne uloge
- Kuligina u Tri sestre Antona Pavloviča Čehova
- General Etienne Lonsegur u Victoru ili djeci na vlasti
- Tournel u  Bubi u uhu Georgesa Feydeaua
- Kardinal Bellarmin u Životu GalilejevomBertolta Brechta
- Milord Runebif u Lukavoj udovici Carla Goldonia
- Jesenski u U logoru Miroslava Krleže
- Ževakin u  Ženidbi, Nikolaja Vasiljeviča Gogolja
- Clow u Svršetku igre Samuela Becketta

### Sinkronizacija
- Čudomix u Asterix i Obelix
- Medvjed Platon u Malim letećim medvjedićima[1]
- Gospodar Rogers u "Labuđa princeza" (1995.)
- Čudomix, rimski senator #1, rimski senator, Vulkan i rimski vojnik u "Asterix i 12 zadataka" (1997.)
- Čudomix, rimski vojnik i gal u "Asterix Gal" (1997.)
- Gospodar Rogers u "Labuđa princeza 3: Tajna začaranog blaga" (prosinac 1998.)
- Merlin u "Čarobni mač" (1999.)

## Vanjske poveznice
- Emil Glad u internetskoj bazi filmova IMDb-u (engl.)